# Rudyard Kipling
Joseph Rudyard Kipling [džôu̯zef rádjard- kípling-], angleški pisatelj in pesnik, * 30. december 1865, Bombaj, Indija, † 18. januar 1936, London, Anglija.
Kipling je najbolj znan po otroški knjigi Knjiga o džungli (1894), indijskem vohunskem romanu Kim (1901), pesmih Gunga Din (1892) in If— (1895) ter številnih krajših zgodbah.
Največjo priljubljenost je užival v prvem desetletju 20. stoletja. Takrat (leta 1907) je prejel tudi Nobelovo nagrado za književnost; vse do zdaj ostaja najmlajši prejemnik te nagrade. V času, ko je ustvarjal, je bil poznan predvsem kot pesnik. Zavrnil je številne prestižne nagrade in tudi plemiški naziv.

## Življenje in delo

### Otroštvo in mladost
Kipling se je rodil v Bombaju v Indiji. Njegov oče je bil John Lockwood Kipling, učitelj v krajevni umetnostni šoli Jeejeebhoy in kasneje direktor muzeja v kraju Lahore. Materi je bilo ime Alica (rojena MacDonald). Stric po materini strani je bil slikar Edward Burne-Jones, drugi pa politik Stanley Baldwin. Svoje nenavadno osebno ime je dobil po jezeru Rudyard (Staffordshire), ob katerem sta se njegova starša zaročila.
V starosti šestih let je prišel v Združeno kraljestvo in živel pri skrbnikih. Šolo je obiskoval najprej v Southseaju in kasneje »United Services College« v Devonu.

### Književna kariera
Leta 1882 se je vrnil v Lahore (v sedanjem Pakistanu), kjer so živeli njegovi starši. Najprej je delal kot urednik pri lokalnem časopisu in začel pisati liriko in zgodbe.
Od sredine 80. let 19. stoletja je prepotoval Indijo kot dopisnik časopisa The Pioneer, ki je izhajal v Allahadu. V vmesnem času so postale znane njegove knjige. Do 1888 je objavil šest zvezkov s kratkimi zgodbami, med njimi tudi Soldiers Three. Ena od zgodb iz tega časa je Mož, ki je želel postati kralj (The Man Who Would Be King). Po tej predlogi je bil leta 1975 posnet film s Seanom Conneryjem in Michaelom Cainom v glavnih vlogah.
V letu 1889 se je vrnil v Veliko Britanijo in se naselil v Londonu. K njegovim književnim prijateljem in podpornikom sta spadala tudi Henry Rider Haggard in Henry James. Kmalu je postal znan zaradi realističnih zgodb in pesmi, v katere je mojstrsko integriral ritem pogovornega jezika in sleng, na primer pri vojakih. Njegova lirika je močno vplivala na Bertolta Brechta. Njegov prvi roman Luč, ki je zatajila (The Light that Failed) je izšel leta 1890. Ena od njegovih najbolj znanih balad je Balada o vzhodu in zahodu (The Ballad of East and West).
Leta 1892 se je poročil s Carolino Balasteir, katere brat, ameriški pisatelj, je bil njegov prijatelj. S soprogo je naslednja štiri leta živel v ZDA. V tem času je začel pisati knjige za otroke in mladino, med drugim zelo znano delo Knjiga o džungli (The Jungle Book) in Druga knjiga o džungli (The Second Jungle Book), ki sta nastali v letih 1894 in 1895.
Po sporih s sorodniki se je družina vrnila v Veliko Britanijo. Leta 1897 je objavil knjigo Pogumni kapitani (Captains Courageous) in ob 50. obletnici vladanja kraljice Viktorije pesem Ob zaključku (približen prevod Recessional), ki vsebuje pesimističen pogled na usodo Britanskega imperija.
V naslednjem letu je potoval v Afriko. Tu se je spoprijateljil z britanskim imperialistom Cecilom Rhodesom in začel zbirati material za novo knjigo za otroke, ki je izšla leta 1902 pod naslovom Just so Stories. Za sinonim imperializma je postal naslov njegove pesmi Breme belega človeka) (The White Man's Burden). V tej pesmi razlaga, da je civiliziranje t. i. divjakov etnično breme belcev, ki jim je naloženo. Pred izbruhom ameriško-španske vojne, v kateri so ZDA odvzele Španiji Kubo in Filipine, se je obračal na predsednika ZDA Theodora Roosvelta. Kiplingovo sporočilo je, da morajo dinamične države, kot so ZDA, od stagnirajočih kolonialnih sil, na primer Španije, prevzeti nase breme razvoja ljudi v kolonijah. Pesem je eden od bistvenih slavospevov imperializmu in njen naslov se (je) pogosto uporabljal kot izrek.
1901 je izšel roman Kim, ki velja danes za eno njegovih najpomembnejših del. Kim, sin britanskega vojaka, odrašča kot sirota na ulicah Lahoreja, kjer kljub britanskemu očetu velja za domorodca. Skozi roman se odvija kriminalna in vohunska zgodba, ki je povod, da Kim potuje po obsežnih delih Indije in spoznava različne običaje. Roman velja za enega najboljših književnih opisov Indije v kolonialni dobi. Tega mnenja so še danes mnogi indijski in pakistanski kritiki.
Med prvo bursko vojno se je občasno zadrževal v Južnoafriški republiki. Leta 1907 je kot prvi Britanec prejel Nobelovo nagrado za književnost.

### Prva svetovna vojna in kasneje
Po prvi svetovni vojni je upadla Kiplingova popularnost. K temu je prispevala osebna kriza, potem ko je njegov sin umrl med bitko pri Loosu. Optimizem prejšnjih let je zamenjal pesimizem, ki se odraža tudi v njegovih zgodbah.
Kipling je pisal do zgodnjih 30. let 20. stoletja, čeprav je imel vedno manj uspeha. Umrl je leta 1936 zaradi možganske krvavitve. Njegovo književno delo, lirika, zgodbe in roman Kim veljajo v angleško govorečem delu sveta za klasiko.
Po smrti njegove soproge je njegovo hišo »Bateman's« v Vzhodnem Sussexu leta 1939 prevzel National Trust in je bila spremenjena v muzej.

## Izbrana dela

### Zgodbe in romani
- Preproste zgodbe s hribov (Plain Tales from the Hills), 1888
- Soldiers Three, zgodba Gadsbysa, v Black and White, 1888
- Under the Deodars, 1888
- Life's Handicap, 1891
- The Light that Failed, 1891
- The Naulahka, Zgodba o vzhodu in zahodu, 1892
- Many Inventions, 1893
- Knjiga o džungli (The Jungle Book), 1894
- Druga knjiga o džungli (The Second Jungle Book), 1895
- Pogumni kapitani (Captains Courageous), 1896
- The Day's Work, 1898
- A Fleet in Being, 1898
- Stalky & Co., 1899
- From Sea to Sea - Letters of Travel, 1899
- Kim, 1901
- Just So Stories for Little Children, 1902
- Traffics and Discoveries, 1904
- Puck of Pook's Hill, 1906
- Actions and Reactions, 1909
- Rewards and Fairies, 1910
- Sea Warfare, 1916
- A Diversity of Creatures, 1917
- Land and Sea Tales for Scouts and Guides, 1923
- The Irish Guards in the Great War, 1923
- Debits and Credits, 1926
- A Book of Words, 1928
- Thy Servant a Dog, 1930
- Limits and Renewals, 1932
- Something of Myself, 1937

### Pesmi
- Departmental Ditties, 1886
- Barrack Room Ballads, 1890
- The Seven Seas, 1896
- The Five Nations, 1903
- Songs from Books, 1912
- The Years Between, 1919
- East of Suez, 1931